# Diocèse de Kildare et Leighlin
Le diocèse de Kildare et Leighlin (irlandais : Deoise Chill Dara agus Leithghlinn ; latin : Dioecesis Kildariensis vel Darensis et Leighliensis) est un diocèse suffragant de l'archidiocèse de Dublin en Irlande, constitué en 1678. Son évêque, depuis 2013, est Denis Nulty, basé à Carlow.

## Territoire
Le diocèse comprend l'ensemble du comté de Carlow et des parties de ceux de Kildare, d'Offaly, de Laois, Kilkenny, Wexford et Wicklow.
L'évêché est à Carlow, qui faisait autrefois partie du diocèse de Leighlin, où se trouve la cathédrale de l'Assomption.
Le territoire couvre 4 170 km2, et il est divisé en 56 paroisses, regroupées en sept doyennés : Borris, Carlow, Kildare, Naas, Portarlington, Port Laoise et Tullow.

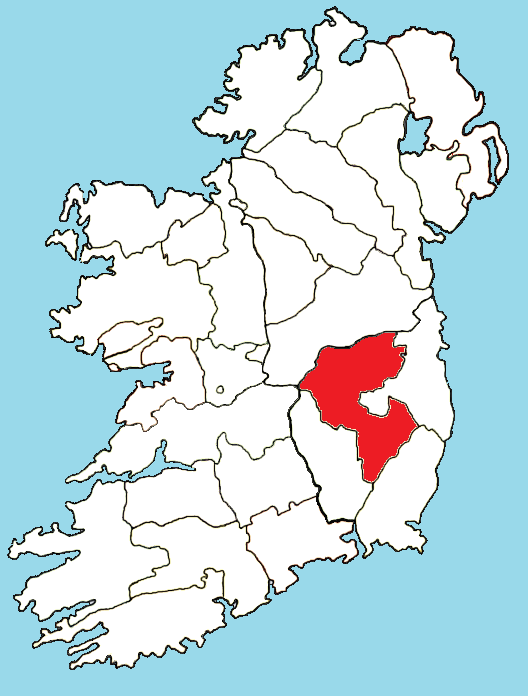
Localisation du diocèse en Irlande.
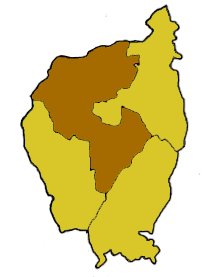
Situation du diocèse parmi la province ecclésiastique de Dublin.

## Historique

### Diocèse de Kildare
L'église de Kildare  a pour origine un monastère double de nonnes et de moines, dirigé par une abbesse (abbatissa dominatrix) et  fondé par Brigitte d'Irlande morte vers 525, et l'évêque Conláed ua hEimri (saint Conlaède) mort en 519.
À partir du VIIe siècle, Kildare est également le siège d'une monastère d'homme dirigé par un abbé-évêque Áed Dub mac Colmáin (mort en 639) dont les successeurs sont connus jusqu'à Muiredach mac Fáeláin mort en 967. Depuis le début du VIIIe siècle Kildare est également le siège d'un évêché dont le premier titulaire est l'évêque Máel Dobarchon mort le 19 février 709. Le synode de Kells-Mellifont en 1152 rattache le diocèse comme suffragant à l'archidiocèse de Dublin.

### Diocèse de Leighlin
Saint Fiacc (en), élève doué et successeur de saint Patrick, attira des foules de pèlerins à Sletty (près de Carlow), et bientôt un grand monastère se développa, dont il fut le premier abbé. Il pratiqua des austérités même dans sa vieillesse, passant chaque Carême dans la grotte de Drum Coblai (le doon de Clopook), si bien que la renommée de sa sainteté survit encore dans la région. Il mourut en 510. Au siècle suivant, le siège de Sletty fut transféré à Leighlin, qui signifie « la moitié du vallon » ou « la plaine blanche ».
Le diocèse trouve donc son origine dans le monastère fondé vers 600 par saint Goban (en), dans le comté de Carlow, qui, quelques années après sa fondation, le laissa à son frère saint Lasérian (ou Molaise) pour qu'il se retire et mène une vie d'ermite. Lasérian fut envoyé à Rome en 631/632 en tant que délégué du synode irlandais de Leighlin et y fut ordonné évêque par le pape Honorius Ier. Le synode adopta pour l'ensemble de l'Église irlandaise la date de Pâques en vigueur dans l'Église de Rome.
Le monastère de Leighlin, qui comptait à son apogée jusqu'à 1 500 moines, était le centre autour duquel gravitait la vie religieuse de la région, et ses abbés exerçaient des fonctions épiscopales, selon les traditions en vigueur dans l'Église irlandaise du premier millénaire.
À l'occasion de la réorganisation de l'Église irlandaise sur le modèle de l'Église continentale, Leighlin devint, lors du synode de Ráth Breasail en 1111, l'un des douze diocèses appartenant à la province ecclésiastique de Cashel. Son premier évêque « diocésain » fut Condla O'Flann, qui mourut en 1113. Le territoire comprenait également la partie sud du territoire de Dublin et Glendalough dans le comté de Wicklow.
Le premier évêque connu du diocèse de Leghin (irlandais : Lethglenn ; latin : Lethglennensis) est Mael Eoin ua Dunacain (mort en 1125) qui était peut-être également évêque du diocèse de Ferns.  Le 5 septembre 1678, en raison de ses faibles ressources financières, il est confié sous administration apostolique à Mark Forstall, évêque de Kildare, suivit par quatre autres successeurs, jusqu'à la nomination de Stephen Dowdal le 22 décembre 1733, qui fut nommé évêque de Kildare et de Leighlin. Cette décision sanctionne l'union de facto des deux sièges, sans qu'il y ait jamais eu d'acte formel à cet égard.

### Diocèse de Kildare et Leighlin
Les anciens diocèses de Kildare et de Leighlin étaient centrés sur les illustres monastères de Kildare (en) et d'Old Leighlin. Cela explique pourquoi les anciennes cathédrales des deux diocèses se trouvent à ces endroits. Old Leighlin et Kildare sont devenus les cathédrales anglicanes (Église d'Irlande) de Saint-Lasérian et de Sainte-Brigitte suite à la Réforme du XVIe siècle, lorsque le roi Henri VIII a entraîné la fermeture des monastères.

## Évêques
- Edward Nolan (1834–1837)
- Francis Haly (1838–1855)
- James Walshe (1856–1888)
- James Lynch (1888–1896)
- Patrick Foley (1897–1926)
- Matthew Cullen (1927–1936)
- Thomas Keogh (1936–1967)
- Patrick Lennon (1967–1987)
- Laurence Ryan (1987–2002)
- James Moriarty (2002–2010)
- Denis Nulty (depuis le 7 mai 2013)

## Source
- (en) T.W Moody, F.X. Martin, F.J. Byrne A New History of Ireland IX Maps, Genealogies, Lists. A companion to Irish History part II . Oxford University Press réédition 2011  (ISBN 9780199593064)

### Article lié
- Église catholique en Irlande